# 하나비라모치

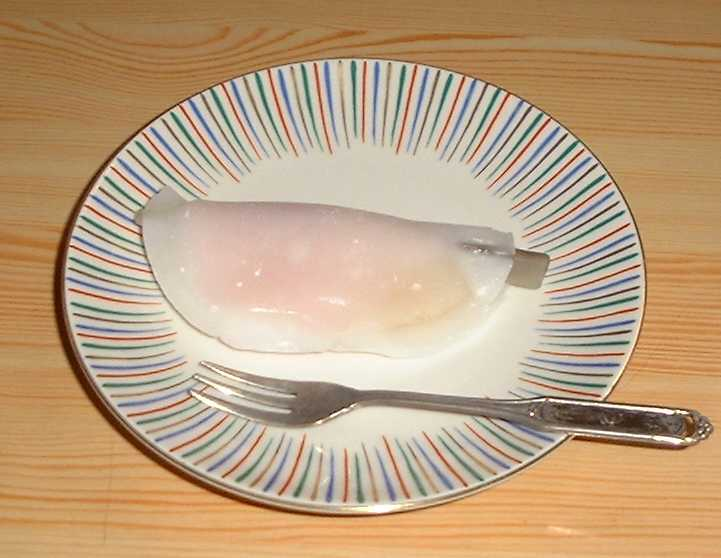
마름모꼴 하나비라모치

하나비라모치(일본어: 花びら餅, 葩餅)는 우엉, 콩소와 함께 마름모꼴의 홍색 모치를 원형의 흰 모치 또는 규히(求肥)를 반으로 접어 감싼 화과자이다.
헤이안 시대 궁중의 신년 행사인 하가타메(일본어: 歯固め)를 시행할 때에 먹은 음식에서 유래하며, 에도 시대에는 오늘날의 형태로 정착했다.

## 개요
하가타메(일본어: 歯固め)에서는 정월 초하룻날부터 초사흗날에 걸쳐 장수를 기원하여 딱딱한 음식을 먹었다. 헤이안 시대의 《강가차제》(江家次第)에서는 무, 외, 멧돼지 고기와 은어 젓갈 등이 제시된다.
에도 시대에 궁중에 과자(菓子)를 납품했던 가와바타 도키(川端道喜)가 남긴 기록에 따르면, 얇게 편 흰 모치(하나비라모치, 일본어: 葩餅) 위에 붉은 히시모치(일본어: 菱餅)를 깔고, 그 위에 오시아유(일본어: 押鮎)를 올린다. 이후 점차 간략화되어, 하나비라모치는 히시모치와 오시아유를 본뜬 우엉, 미소를 넣은 형태로 변화했다. 모치와 미소의 조합이 조니와 유사했기 때문에 궁중조니(일본어: 宮中雑煮) 혹은 쓰쓰미조니(일본어: 包み雑煮)라고 불리며, 꽃잎을 본딴 형태로부터 하나비라모치(花びら餅)라고도 불리며, 공가(公家)에 배급되었다.
메이지 시대에 일본 다도의 주요 유파 중 하나인 우라센케(일본어: 裏千家) 가원(家元) 11세 겐겐사이(일본어: 玄々斎)가 새해에 처음으로 시행하는 다회인 하쓰가마(일본어: 初釜) 때 이 과자를 사용할 것을 궁중으로부터 허가받았다. 이렇게 신년을 상징하는 화과자가 된 것을 계기로, 일본 각지의 화과자 장인들로부터 제조되게 되었다.
당초에는 우엉이 두 송이였으나, 현재는 한 송이만 사용하는 것이 주류이다.

## 같이 보기
- 사쿠라모치
- 화전(花煎)
- 쇼가쓰

## 참고 문헌
- 岡田哲 (2013). 《たべもの起源事典 日本編》. 筑摩書房. 599쪽. ISBN 9784480095237.
- 中山圭子 (2018). 《事典和菓子の世界》 増補改訂版판. 岩波書店. 119-120쪽. ISBN 9784000612593.